# Condado de Runnels
O Condado de Runnels é um dos 254 condados do estado norte-americano do Texas. A sede do condado é Ballinger, e sua maior cidade é Ballinger.
O condado possui uma área de 2 738 km² (dos quais 17 km² estão cobertos por água), uma população de 11 495 habitantes, e uma densidade populacional de 4 hab/km² (segundo o censo nacional de 2000).
O condado foi criado em 1858.